# Buffalo Gap (Dakota Południowa)
Buffalo Gap – miasto w Stanach Zjednoczonych, w stanie Dakota Południowa, w hrabstwie Custer.